# RD–41
Az RD–41 a Szovjetunióban kifejlesztett és gyártott egytengelyes, egyáramkörű gázturbinás sugárhajtómű, amit a Jak–141-es helyből felszálló vadászrepülőgép emelőhajtóműveként alkalmaztak.
A hajtómű tervezése és fejlesztése 1975–1984 között folyt a ribinszki RKBM tervezőirodában Nyikolaj Szergejevics Novikov főkonstruktőr irányításával. 1984-től a Jak–141 fejlesztési programjának lezárásáig kb. 25–30 hajtóművet gyártottak.
Az RD–41-es funkciójában és felépítésében hasonló volt a Jak–38 helyből felszálló haditengerészeti vadászrepülőgépen alkalmazott RD–36–35 emelő hajtóművel, amit ugyancsak az RKBM-nél terveztek. Az RD–36–35-től eltérően azonban az RD–41-et tolóerővektor-eltérítésre alkalmas, hidraulikus működtetésű fúvócsővel szerelték fel. Ez az emelő hajtómű  tolóerővektorának kismértékű változtatását tette lehetővé (±12°-ig), ami javította a lebegésben lévő repülőgép stabilitását. A Jak–141-esbe a pilótafülke mögé építették be a két emelőhajtóművet, míg az elfordítható fúvócsővel szerelt főhajtómű a törzs végében kapott helyet. 
A hajtómű egytengelyes kialakítású. A szerkezeti tömeg csökkentése érdekében széleskörűen alkalmaztak titánötvözeteket, így a kompresszorház, az égéstérház, a turbinaház és a fúvócső külső burkolata titánötvözetből készült. A turbinatárcsát és a turbinalapátokat hőálló nikkelötvözetből gyártották. A hajtómű kompresszora hétfokozatú, a turbina egyfokozatú. Gyűrűs égéstérrel rendelkezik. A fúvócső kritikus keresztmetszete szabályozható.
Különlegessége, hogy nincs önálló üzemanyag-ellátó rendszere, a hajtómű közvetlenül a Jak–141-es R79V–300 típusú főhajtóművének tüzelőanyag-rendszeréhez csatlakozik. Az RD–41-es hajtómű maximum 2500 m magasságig és 550 km/h vízszintes sebességig használható.

## Műszaki adatok
- száraz tömeg: 290 kg
- Hossz: 1594 mm
- Legnagyobb átmérő: 635 mm
- Turbina előtti gázhőmérséklet: 1207 °C
- Maximális tolóerő: 40,2 kN
- Légnyelés: 55,3 kg/s
- Nyomásviszony: 6,28
- Fajlagos üzemanyag-fogyasztás: 1,4